# Álex Rovira
Álex Rovira Celma (Barcelona, 1 de marzo de 1969) es un empresario, escritor, economista, conferenciante internacional y consultor español. Ha vendido más de nueve millones de ejemplares de sus diferentes títulos, siendo algunos de ellos número 1 de ventas en literatura de no ficción en España y también en otros idiomas. 

## Biografía
Es diplomado en Ciencias Empresariales, donde dirige seminarios sobre Innovación, Gestión del Cambio, Gestión del Talento, Gestión de Personas y Pensamiento Creativo para alta dirección de empresas y/o ONG. Además de en esta escuela de negocios, colabora también en otras instituciones de gran prestigio académico.
La buena suerte ha sido su obra de mayor impacto internacional, editada en 52 idiomas, con un éxito sin precedentes en la literatura de no ficción española, que vendió más de tres millones de ejemplares en tan solo dos años y recibió el premio al mejor libro del año en Japón en 2004 por unanimidad de crítica, público y profesionales del sector editorial. Ha sido también coordinador de una colección de la editorial Aguilar que lleva su nombre y en la que se publican ensayos, relatos y libros de empresa suyos y de otros autores.
Su primera novela, La última respuesta, un relato de ficción basado en los descubrimientos y vida secreta de Albert Einstein y escrito en coautoría con Francesc Miralles, les hizo merecedores del Premio de Novela Ciudad de Torrevieja en 2009.
Aborda diferentes registros literarios: tanto el ensayo en obras como "La Brújula Interior", "La Buena Vida", "Alegría", “Amor” o "La Buena Crisis", como el relato en "La Buena Suerte", "Los Siete Poderes" o "El Laberinto de la Felicidad" o "Un Corazón lleno de Estrellas", "Cuentos para quererte mejor", la ficción empresarial en el caso de "El Beneficio", o la novela como es el caso de "La Última Respuesta" y su secuela, "La luz de Alejandría".
En su actividad como conferenciante imparte contenidos tanto a público general como a empresarial y sus temáticas abordan tanto contenidos relacionados con ciencias empresariales, la economía, la psicología, la filosofía y la sociología como la gestión empresarial, siendo un ponente muy destacado en relevantes foros de Europa, América y Asia. Colabora también habitualmente con diferentes fundaciones y organizaciones no gubernamentales.
Ha colaborado y lo sigue haciendo con distintos medios de comunicación nacionales y extranjeros, como El País Semanal, La Vanguardia, CNN+ (con Antonio San José), TVE, TV3, Cadena Ser (con Carles Francino), Catalunya Ràdio (con Gaspar Hernández), o la revista japonesa de psicología Psiko. En sus colaboraciones aborda tanto cuestiones relacionadas con la innovación, la creatividad, la gestión de personas o la gestión empresarial, como contenidos relacionados con la psicología, la filosofía, la antropología o la sociología.

## Obras
- La Brújula Interior (Empresa Activa, 2003 y 2005).
- La Buena Suerte, en coautoría con Fernando Trias de Bes (Empresa Activa, 2004).
- Los Siete Poderes (Empresa Activa, 2006).
- El Laberinto de la Felicidad, en coautoría con Francesc Miralles (Aguilar, 2007).
- Las Palabras que Curan (Plataforma Editorial, 2008).
- La Buena Vida (Aguilar, 2008).
- La Última Respuesta, en coautoría con Francesc Miralles. Premio de Novela Ciudad de Torrevieja 2009 (Random House Mondadori, 2009)
- La Buena Crisis (Aguilar, 2009 y 2012 para la versión actualizada).
- El Beneficio, en coautoría con Georges Escribano (Aguilar, 2010).
- Un corazón lleno de estrellas, en coautoría con Francesc Miralles (Aguilar, 2010).
- El bosque de la sabiduría, en coautoría con Francesc Miralles (Montena, 2011).
- El mapa del tesoro, en coautoría con Francesc Miralles (Grijalbo, 2011 y Conecta (versión ampliada), 2012).
- La luz de Alejandría, en coautoría con Francesc Miralles (Plaza y Janés, 2012).
- La vida que mereces, en coautoría con Pascual Olmos (Conecta, 2013).
- Alegría, en coautoría con Francesc Miralles (Zenith, 2017)
- Cuentos para quererte mejor, en coautoría con Francesc Miralles (Destino, 2018)
- Amor, (Zenith, 2019)
- Cuentos para niñas y niños felices, en coautoría con Francesc Miralles (Destino, 2019)
- Homo Solver  con Francesc Miralles (Kitaeru Libros, 2025)